# Corralillo (Tabasco)
Corralillo es una localidad del municipio de Nacajuca ubicado en la subregión centro del estado mexicano de Tabasco.

## Geografía
La localidad de Corralillo se sitúa en las coordenadas geográficas 18°03′34″N 92°55′28″O / 18.059444, -92.924444, a una elevación de 2 metros sobre el nivel del mar.

## Demografía
Según el Conteo de Población y Vivienda 2020, efectuado por el Instituto Nacional de Estadística y Geografía, la localidad de Corralillo tiene 174 habitantes, de los cuales 90 son del sexo masculino y 84 del sexo femenino. Su tasa de fecundidad es de 1.87 hijos por mujer y tiene 51 viviendas particulares habitadas.
| Gráfica de evolución demográfica de Corralillo entre 1940 y 2020 |
|                                                                  |
| INEGI.                                                           |